# Caustogryllacris xanthocnemis
Caustogryllacris xanthocnemis är en insektsart som beskrevs av Heinrich Hugo Karny 1937. Caustogryllacris xanthocnemis ingår i släktet Caustogryllacris och familjen Gryllacrididae. Inga underarter finns listade i Catalogue of Life.